# Arroyo de la Invernada
El arroyo de la Invernada es un curso de agua que atraviesa el departamento uruguayo de  Artigas y el estado brasileño de Río Grande del Sur perteneciente a la cuenca hidrográfica del Río de la Plata.
Nace en la Cuchilla Negra y desemboca en la margen izquierda del río Cuareim. Sus principales afluentes son los arroyos Trillo, Maneco y de Florencio.